# Petra Feibert
Petra Feibert, geborene Feustel (* 11. Juni 1958 in Gera; † 18. Juli 2010 in Pirmasens) war eine deutsche Schachspielerin. Im Jahr 1978 erhielt sie den Titel Internationale Meisterin der Frauen.

## Leben
Petra Feustel wuchs in Gera auf. Im Alter von sieben Jahren erlernte sie von ihrem Vater das Schachspiel. Im Jahr 1972 setzte ein steiler schachlicher Aufstieg ein. Mehrmals wurde sie Mädchenmeisterin der DDR, bevor sie in den Jahren 1974, 1976 und 1977 dreimal die DDR-Einzelmeisterschaft der Frauen gewann. Ab 1974 spielte sie für die Schachgemeinschaft Leipzig in der Sonderliga. Ihr Schachtrainer war Heinz Rätsch. Ein großer Erfolg war der 7. Platz beim Interzonenturnier 1976 in Tiflis. Der Weg zur Weltspitze blieb dem aufstrebenden Schachtalent jedoch verstellt. Erschwerend war die damalige Abkehr des DDR-Schachsports von internationalen Ereignissen, darunter den Schachweltmeisterschaften.
Im Jahr 1979 wurde Petra Feustel bei einem Fluchtversuch verhaftet und zu vier Jahren Gefängnis verurteilt. Nach zwanzigmonatiger Haft wurde sie von der Bundesrepublik freigekauft. Nach ihrer Ausreise siedelte sie sich 1980 in Mannheim an. An der Universität Mannheim studierte sie Germanistik und Philosophie.
Für die Bundesrepublik nahm sie an den Schacholympiaden der Frauen 1982 in Luzern, 1984 in Thessaloniki und 1986 in Dubai teil. Hierbei errang sie 21 Punkte in 35 Partien (13:6, =16). In den Jahren 1984 und 1985 wurde sie Deutsche Meisterin im Blitzschach. 
Nach der Heirat mit dem FIDE-Meister Fred Feibert im Jahr 1992 legte sie ihren Geburtsnamen ab, unter dem sie ihre bedeutendsten sportlichen Leistungen erzielt hatte. Schachlich blieb sie aktiv und spielte einige Zeit in der Frauenmannschaft des SK Chaos Mannheim, unter anderem in der Saison 2003/04 in der 1. Frauenbundesliga. Mehrmals, zuletzt 2010, wurde sie Pfalzmeisterin.
Sie lebte mit ihrer Familie in Pirmasens. Nach schwerer Krankheit nahm sich Petra Feibert am 18. Juli 2010 das Leben.